# Ore di Caterina di Cleves

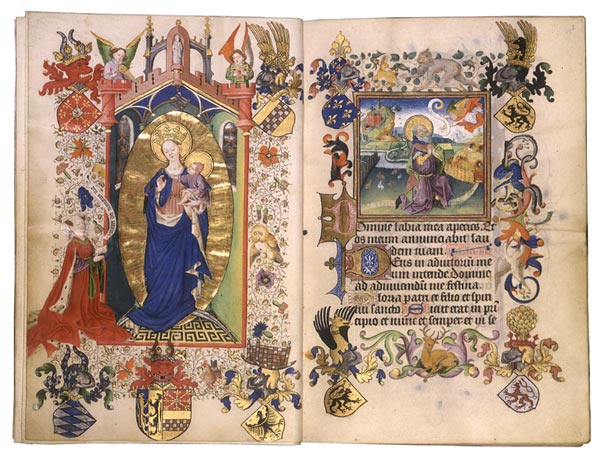
Caterina di Kleve si inginocchia davanti alla Vergine col Bambino. Le sue braccia, con quelle del marito, il duca Arnoldo di Guelders, sono in basso al centro; le braccia dei suoi antenati sono in ogni angolo.
.

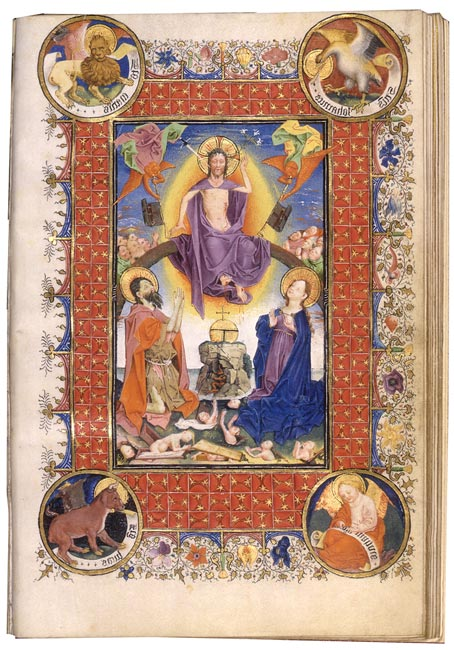
Un'altra pagina

Le Ore di Caterina di Kleve (della Morgan Library & Museum, ora divisa in due parti, M. 917 e M. 945, quest'ultima talvolta chiamata Guennol Hours o, meno comunemente, Arenberg Hours) è un manoscritto miniato in stile gotico, realizzato intorno al 1440 dall'anonimo artista olandese noto come il Maestro di Caterina di Cleves. È uno dei manoscritti più riccamente miniati sopravvissuti fra quelli del XV secolo ed è stato descritto come uno dei capolavori della miniatura del Nord Europa. Questo libro d'ore contiene i consueti uffici, preghiere e litanie in latino, insieme a testi supplementari, decorati con 157 miniature colorate e dorate. Oggi, entrambe le parti del manoscritto che forma questo libro sono conservate presso la Morgan Library and Museum di New York.

## Storia

### Origine
L'opera fu commissionata per Caterina, duchessa di Gheldria e contessa di Zutphen, in occasione del suo matrimonio con Arnoldo, duca di Gheldria, celebrato il 26 gennaio 1430. John Plummer, curatore dei manoscritti medievali presso la Morgan Library, suggerì che questo libro era stato commissionato per il matrimonio nel 1430 e che occorse del tempo per completarlo. Il libro fu realizzato a Utrecht non prima del 1434, probabilmente intorno al 1440. La data più lontana si basa sull'immagine di una moneta, coniata nel 1434 da Filippo il Buono, duca di Borgogna, raffigurata nel bordo del manoscritto M. 917, p. 240 (Plummer, tavola 117).

### Patroni
Il Libro d'Ore fu commissionato per Caterina di Kleve dal padre o dal marito. A partire dall'XI secolo, la città di Kleve era stata la dimora di una famiglia di conti facoltosi e rispettati, che nel 1417, anno di nascita di Caterina, acquisirono il rango nobiliare di duchi. La sede della famiglia Kleve era lo Schwanenburg, il Castello del Cigno, con la sua massiccia torre quadrata, la Schwanenturm, la Torre dei Cavalieri del Cigno, immortalata nell'opera di Richard Wagner Lohengrin.
Le prime due miniature a piena pagina celebrano la sua illustre stirpe. La prima pagina mostra Caterina di Kleve inginocchiata davanti alla Vergine e a Gesù Bambino, che si interessano personalmente della sua salvezza. Caterina è identificata dalle sue braccia, al centro in basso, mostrate assieme a quelle del marito, il duca Arnoldo di Guelders. I bordi di entrambe le pagine sono decorati con un'esposizione araldica degli stemmi dei suoi otto bis-bisnonni:
Conte Diderik di Kleve,
Conte Engelberto di Marco ,
Duca Ludovico di Baviera,
Duca Ludovico di Liegnitz,
Re Giovanni il Buono di Francia,
Duca Lodewijk delle Fiandre,
Duca Guglielmo di Jülich, e
Duca Ottone di Ravensberg.
Caterina di Kleve è raffigurata inginocchiata davanti a La Vergine e Gesù Bambino (M. 945, folio 1 verso; Plummer, tavola 1). Viene mostrata mentre fa l'elemosina in atto di Pietà, il sesto dono dello Spirito Santo (M. 917, p. 65; Plummer, Tav. 57). Caterina è anche raffigurata inginocchiata con la Vergine davanti a Cristo in La Crocifissione (M. 917, p. 160; Plummer, tavola 96). Suo marito Arnoldo, duca di Guelders, potrebbe essere il signore mostrato inginocchiato davanti a Cristo e timorato di Dio, settimo carisma dello Spirito Santo (in M. 917, p. 58; Plummer, tavola 58). Nel libro ricostruito, il suo ritratto segue quello di Caterina nella miniatura detta Pietà. E alcune delle sue monete sono mostrate nel bordo di M. 917, p. 240 (Plummer, tavola 117).

### Artista
Il maestro di Caterina di Kleve era un miniatore anonimo, che prese il nome da questo capolavoro di miniatura olandese. Il Maestro di Kleve potrebbe essere stato un membro della famiglia di pittori van Aken. Uno studio delle miniature indica che il Maestro di Kleve ideò e dipinse più di 157 miniature, oltre alle principali decorazioni di bordo, con l'assistenza minimale di due assistenti di bottega.

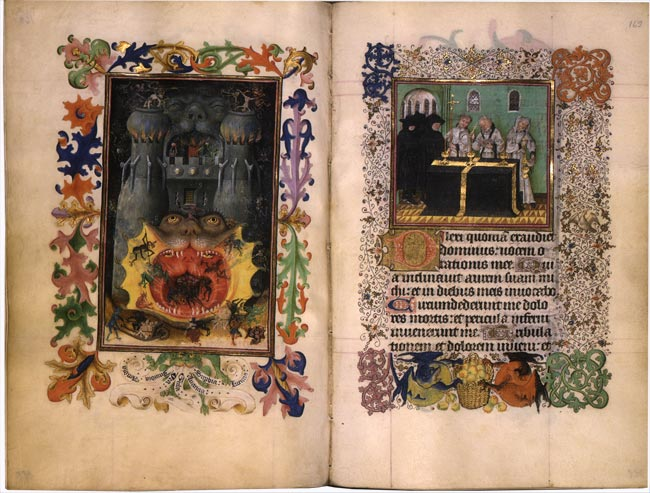
Lubro d'Ore di Caterina di Kleve.

Il Libro d'Ore presenta diverse anomalie. L'Inferno di solito non era raffigurato nei Libri d'Ore, sebbene fosse un tema normale nei Giudizi universali rappresentati nelle chiese, perché la vista era ritenuta sgradita ai patroni, che spesso erano di genere femminile. La Bocca dell'Inferno del Maestro all'inizio dell'Ufficio dei Morti mostra in realtà tre bocche di animali: un portale simile a una pietra superiore, incorniciato da anime che ribollono in pentole, urla in agonia; una bocca inferiore fa una smorfia, mentre le labbra sono divaricate dai demoni; e all'interno di quella bocca inferiore, una creatura rosso fuoco apre le proprie fauci. Il quadro circostante di demoni che tormentano le anime dei morti fu dipinto quasi 50 anni prima di quello di Hieronymus Bosch. Le altre scene marginali si riferiscono chiaramente a quelle religiose principali anzidette. I dettagli del libro, come le trappole e le reti nei bordi, si riferiscono molto strettamente ai dettagli della Pala di Merode di Robert Campin (o di un seguace) e suggeriscono fortemente che il maestro conoscesse le opere di quest'ultimo. Le storie scorrono attraverso immagini successive: una donna guarda un uomo morire, piange, poi va in pellegrinaggio; le anime presenti nell'Inferno cenano sull'Ostia e vengono salvate da un angelo. Le miniature formano un insieme armonioso con poche ripetizioni.
L'antitesi e l'iconografia fuori dall'ordinario trasmettono ironia e umorismo. San Giacomo il Minore era noto per la sua astinenza, motivo per cui il bordo raffigura uomini che bevono vino. San Gregorio, il grande amministratore della Chiesa, è raffigurato con una bordura di monete d'oro e d'argento. San Pietro è dipinto con la chiave della Chiesa, in piedi sopra un triscele (simbolo della Trinità) di pesce fresco in quanto pescatore di uomini. San Lorenzo è raffigurato con la graticola del suo martirio, e la borsa dell'elemosina che è suo attributo di patrono dei poveri. Il suo bordo mostra il pesce fresco pronto per essere grigliato e il pesce grande che mangia il pesce piccolo, che rappresenta il ricco che divora il povero, un tema letterario e pittorico comune del XV e XVI secolo. Questi fantastici bordi trompe-l'œil avrebbero influenzato l'opera del Maestro di Maria di Borgogna 30 anni dopo.
Il Maestro di Kleve era un superbo realista che mostrava scene dell'Utrecht del XV secolo, specialmente nelle piccole immagini a fondo pagina. La Sacra Famiglia a cena ritrae San Giuseppe che indossa zoccoli, mentre è adagiato su una sedia a botte davanti a un fuoco ardente. La Vergine è seduta dall'altra parte del fuoco, mentre allatta Gesù nella sua ordinata cucina.
Ricostruendo le ore dai due principali manoscritti,  nel corso degli anni si osserva maturare una crescente maestria dell'artista. Le prime miniature e l'iconografia sono paragonabili ai dipinti su tavola coevi di Robert Campin e Jan van Eyck, che condividono somiglianze molte strette. Le miniature successive fecero un notevole ricorso all'immaginazione, all'originalità e ai colori vibranti che caratterizzano la pittura dei primi Paesi Bassi e gli sviluppi successivi di quella tradizione. Questa originalità della tecnica e la consapevolezza della vita quotidiana indussero Delaissé a definire il Maestro di Kleve come "l'antenato della scuola pittorica olandese del XVII secolo".

### Periodo moderno
Dopo essere scomparse per circa 400 anni, le Ore di Caterina di Kleve riapparvero in circolazione nel 1856. Jacques Joseph Techener, un commerciante di libri parigino, mise in vendita il libro per la somma di 15.000 franchi. Qualche tempo prima del 1896, il principe Carlo d' Arenberg aveva acquistato il manoscritto M 945, pari a metà del volume.
Nel 1963, a Frederick Adams fu offerto un altro Cleves Master Horae (M 917) da un anonimo proprietario europeo. Un confronto di questo libro scoperto con le Guennol Hours (M 945) rivelò che non solo erano dello stesso artista e della stessa bottega, ma che entrambe le Horae erano incomplete e si completavano a vicenda. Questa osservazione suggerì che una volta fossero un unico volume, che era stato deliberatamente smezzato in due libri liturgici distinti. Gli studiosi ritengono che a un certo punto, nel 1850, il Libro d'Ore sia stato separato in due volumi e diversi fogli siano stati rimossi. L'esame microscopico ha rivelato che alcune delle rubriche erano state deliberatamente eliminate, in modo che i fogli potessero essere ricomposti senza un'interruzione nel testo che rivelasse tale rimozione. I due volumi sono stati recuperati, ma si presume che i 9-12 fogli mancanti siano andati perduti.
Nel 1970, il Guennol Hours (M.945) fu acquistato dalla Pierpont Morgan Library attraverso la Belle da Costa Greene Foundation. Studiando il testo, l'iconografia e la composizione fisica dei due volumi, il dottor John Plummer, curatore dei manoscritti medievali della Morgan Library, ha ricostruito la sequenza dell'originale.
In concomitanza con una mostra del 2010 intitolata Demons and Devotion: The Hours of Catherine of Cleves, la Morgan Library separò i due volumi per mostrare 93 delle miniature nel loro ordine originale. Dopo la mostra, che si concluse il 2 maggio 2010, la biblioteca rilegò il libro con i fogli nel loro giusto ordine.

## Descrizione

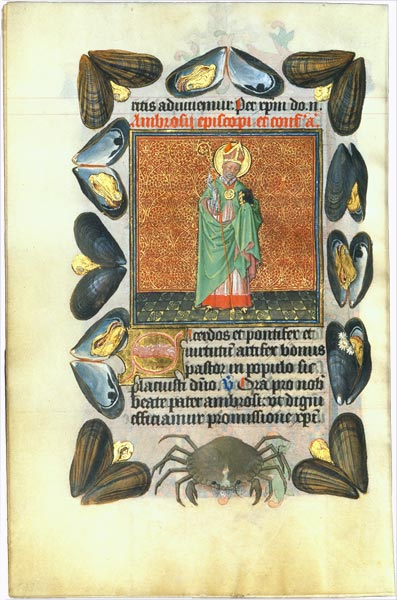
Sant'Ambrogio con un bordo di conchiglie.

Il libro è un manoscritto gotico ed è un libro d'ore, miniato a Utrecht nel 1440 ca dal Maestro di Caterina di Kleve e da almeno due assistenti. Il libro è ora rilegato in due volumi:
- M 945 = Vellum , 193 fogli, 7½ × 5⅛ pollici (192 × 130 mm), con 63 miniature, rilegati in velluto rosso del XIX secolo[6];
- M 917 = Pergamena, 328 fogli, 7½ × 5⅛ pollici (192 × 130 mm), con 94 miniature, in una legatura del XIX secolo, con dorso marcato Heures de Catherine de Cleves / Martyrologie.[13] Si stima che manchino tra le 9 e le 12 carte, in base alla serie dei santi nei suffragi. Mancano san Quirino , santa Margherita e altri due santi; mancano anche almeno altri cinque o otto fogli.[1][7]

Il testo è latino in scrittura gotica con inchiostro nero e rosso, di un solo copista; ci sono parole d'ordine e note di rubricatore di mani differenti dal copista.

### Contenuti
I libri d'ore erano estremamente popolari nel tardo Medioevo. I libri erano destinati all'uso regolare da parte di laici che desideravano strutturare la loro vita devozionale. Essi osservavano le ore canoniche incentrate sulla recita o canto di alcuni salmi, accompagnati da preghiere, specificate dalle otto ore della giornata liturgica.
Il testo centrale di un Libro d'Ore è il Piccolo Ufficio della Vergine, illustrato da scene della Vita della Vergine. Questa serie di preghiere era rivolta alla Madre di Dio, che santifica le preghiere poste a Dio. I salmi penitenziali venivano recitati per aiutare a resistere alla tentazione di commettere uno qualsiasi dei sette peccati capitali. Le preghiere nell'Ufficio dei Morti venivano recitate per abbreviare il tempo che una persona cara trascorreva in Purgatorio. Furono aggiunti testi supplementari per celebrare qualsiasi patrono personale, santo di famiglia, circostanze speciali o un evento fortuito. Questo modello comune di preghiera quotidiana fornì la cornice per le opere degli altri artisti.
Questo libro contiene:
Un calendario di giorni di festa,
Il Piccolo Ufficio della Beata Vergine Maria,
Le ore della Croce,
Le ore dell'eterna saggezza,
L'Ufficio dei Morti,
I sette salmi penitenziali,
Varie Litanie e Preghiere,
Una serie di sette Uffici per ogni giorno, con una Messa di accompagnamento; e
I Suffragi, memoria dei Santi.

### Decorazione

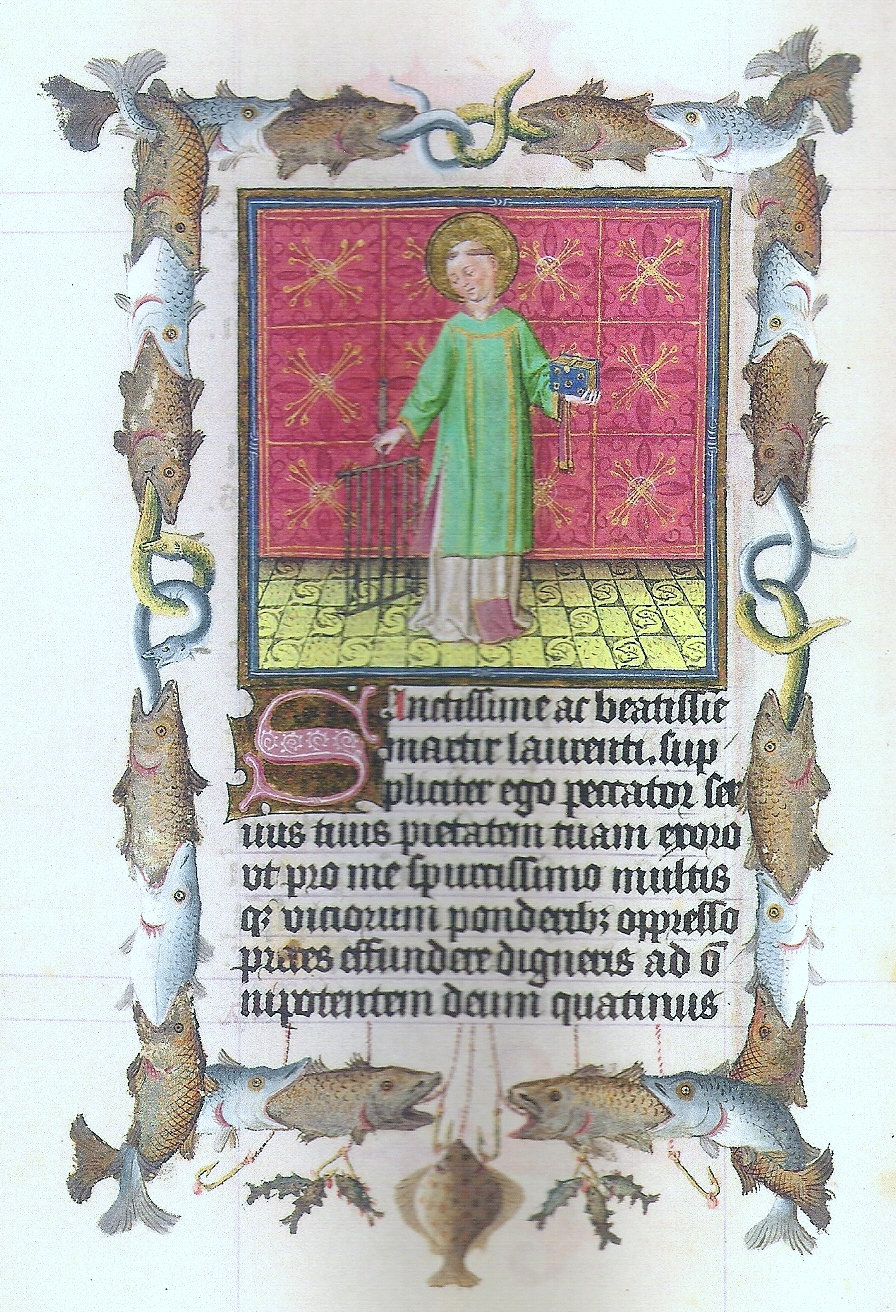
San Lorenzo con un bordo di pesci.

Questi volumi provengono da un periodo in cui venivano prodotti libri d'ore particolarmente costosi ad uso dei ricchi, opere mirabili per il loro effetto artistico e decorativo. L'artista scelse una varietà insolitamente ampia di soggetti per le sue miniature. Decorò i bordi del manoscritto con bellissime rappresentazioni trompe-l'œil della natura: cozze, frutta, uccelli, pesci e altro ancora. Il Maestro raffigurò anche la bellezza creata dall'uomo, come gioielli, piastrelle, monete e mobili. Queste decorazioni avrebbero poi influenzato notevolmente il Maestro di Maria di Borgogna. Il Maestro di Kleve conosceva i dettagli di compiti umili come mungere una mucca, vendere il vino e cuocere il pane. Nonostante le umili occupazioni raffigurate nelle miniature e nei bordi, le miniature sono dominate da lussuosi dettagli ricchi ed eleganti, a sottolineare che questo libro fu realizzato per un committente aristocratico.  Alcuni studiosi hanno suggerito ingegnosi collegamenti teologici tra i soggetti delle immagini principali e gli oggetti nei bordi, anche se molti di questi non sono generalmente accettati.
L'originalità del Maestro di Kleve sta negli effetti trompe-l'œil e nei bordi della natura morta. Ad esempio, un bordo di salatini e ostie circonda San Bartolomeo, le cozze racchiudono Sant'Ambrogio e un Rosario incornicia l'Adorazione dei Magi. Meiss ha osservato che queste pagine sono costruite in modo che il lettore veda il bordo attraverso una lente d'ingrandimento e la miniatura attraverso un telescopio. Il Libro d'Ore utilizza l'inquadratura come mezzo per incoraggiare gli spettatori a immaginare se stessi come co-creatori con Dio del tempo sacro. La figura umana appare flessibile e articolata. Il Maestro gestisce la distanza con una scala graduata di colori e una chiaroscuro decrescente. La crescente abilità dell'artista nel rappresentare queste caratteristiche realistiche si rinviene nell'intero manufatto.
Nel complesso, le decorazioni del Maestro di Kleve si concentrano sui grandi temi della teologia e della pietà tardomedievali: la Trinità, Cristo, la Croce, la Vergine, i Santi, la morte, la salvezza e la vita eterna. Il modello di riferimento di queste preghiere devozionali ispirò il Maestro. La sfida per gli artisti del suo tempo era quella di applicare la loro massima abilità nell'ideare quadri sontuosi, che fossero freschi e deliziosi, ma pienamente conformi alle convenzioni religiose e alle aspettative dei loro nobili committenti.

### Riproduzioni
Nel 1964, la Morgan Library pubblicò un catalogo di 83 pagine intitolato The Book of Hours of Catherine of Cleves, in occasione della mostra Cleves Hours tenutasi presso la biblioteca. Entrambe le edizioni in tela e in brossura contenevano 30 tavole in bianco e nero, più 2 tavole a colori, accompagnate dai commenti del Dr. John Plummer, curatore dei manoscritti medievali presso la Pierpont Morgan Library. Frederick B. Adams, Jr, ha scritto la prefazione, che comprendeva i commenti di Harry Bober, LMJ Delaissé, Millard Meiss e Erwin Panofsky.
Nel 1966, l'editore George Braziller diede alle stampe un facsimile parziale a colori. Tutte le 157 miniature furono riprodotte a colori con decorazione aurea. Tre pagine di testo di preghiere furono riprodotte a colori. Le 160 pagine in facsimile erano accompagnate da note e commenti del Dr. John Plummer. Questo libro fu pubblicato come un volume di 359 pagine in pelle o similpelle con copertina rigida in un cofanetto.
Un'edizione con copertina rigida in tela è stata pubblicata nel 1975. E nel 1980 l'editore George Braziller realizzò un facsimile tascabile di questo libro.
Nel 2002, George Braziller pubblicò una terza edizione con copertina rigida di 360 pagine. Tutte le 157 miniature e tre pagine di testo sono state riprodotte a colori con oro. Il Dr. Plummer firmò una nuova prefazione, insieme all'introduzione e ai commenti dell'edizione del 1966, che accompagnava ogni pagina in facsimile.
In concomitanza con una mostra del manoscritto del 2010, la Morgan Library predispose un facsimile digitale completo delle miniature e delle eventuali pagine di testo a lato.

## Uso
Le Ore della Vergine sono quelle ad uso dei canonici agostiniani del capitolo di Windesheim. L'ufficio dei morti è quello in uso a Windesheim, che è lo stesso di Utrecht.
Le Ore di Caterina di Kleve sono ancora attuali come testo devozionale. Karlfried Froehlich, del Princeton Theological Seminary, dichiara sull'attualità dei libri d'ore: